# Colossal (film)
Pour plus de détails, voir Fiche technique et Distribution.
Colossal est un film de science-fiction hispano-canadien réalisé par Nacho Vigalondo, sorti en 2017.
Le film suit Gloria qui décide de quitter New York. En regardant des reportages télé sur un lézard géant qui terrorise et détruit Séoul, elle découvre que, grâce à la puissance de son esprit, elle est reliée mentalement à lui. Pour empêcher d'autres catastrophes dans d'autres villes provoquées par le gigantesque monstre, elle devra comprendre pourquoi sa propre existence, à l'apparence insignifiante et banale, a autant de répercussions colossales sur le monde et son avenir.

## Synopsis
Gloria est une écrivaine au chômage aux prises avec l'alcoolisme. Son petit ami Tim, frustré par son comportement errant, rompt avec elle et la chasse de leur appartement de New York. Forcée de retourner dans sa maison familiale à Mainhead, dans le New Hampshire, Gloria retrouve son ami d'enfance Oscar, qui dirige maintenant le bar de son défunt père. Oscar accueille chaleureusement Gloria et lui propose un emploi au bar, ce qu'elle accepte.
Travailler au bar aggrave le problème d'alcool de Gloria. Après chaque quart de travail, elle boit avec Oscar et ses amis, Garth et Joel, jusqu'au matin, puis dort dans sa maison d'enfance presque vide. Au même moment, un monstre reptilien géant apparaît à Séoul, semant la mort et la destruction dans son sillage. Gloria se rend compte qu'en traversant le terrain de jeu à 8h05 exactement, elle provoque la manifestation du monstre et peut le contrôler à distance.
Gloria partage sa découverte avec Oscar et ses amis en dansant dans la cour de récréation pendant qu'ils regardent un fil d'actualité du monstre imitant ses mouvements. Lorsqu'un hélicoptère lance un missile sur le monstre, Gloria se déchaîne et détruit l'hélicoptère, tuant son pilote. Réalisant la gravité de la situation, elle panique et s'effondre, provoquant une destruction généralisée. Elle se réveille pour constater qu'un Oscar ravi s'est également manifesté à Séoul, mais sous la forme d'un robot géant. Elle tente de se racheter en demandant au monstre de s'excuser en coréen, pour le plus grand plaisir du peuple et des médias sud-coréens. Elle commence à éviter à la fois la cour de récréation et l'alcool.
Après avoir passé la nuit avec Joel, Gloria découvre un Oscar ivre contrôlant le robot pour narguer la Corée du Sud. Après une confrontation tendue, elle le fait partir. Oscar pense que quelque chose s'est passé entre Gloria et Joel et est jaloux. Cette nuit-là, ivre il insulte ses amis au bar et demande à Gloria de prendre une bière, menaçant de retourner à la cour de récréation si elle refuse. Le lendemain matin, un sobre Oscar s'excuse auprès de Gloria.
Tim arrive en ville pour voir Gloria mais est irrité et dédaigneux par sa situation de vie avant de s'excuser. En rencontrant Tim au bar, Oscar provoque une confrontation en déclenchant des feux d'artifice à l'intérieur. Tim essaie de faire partir Gloria avec lui, mais elle reste pour freiner le comportement destructeur d'Oscar. Celui-ci se rend plus tard chez elle pour l'empêcher de retourner avec Tim.
Un flashback révèle que Gloria a réalisé un diorama en papier de Séoul dans le cadre d'un projet scolaire. Lorsqu'il est soufflé dans ce qui deviendra plus tard le terrain de jeu, Oscar le récupère mais, jaloux qu'il soit meilleur que le sien, le brise. La colère de Gloria déclenche la foudre qui les frappe, le robot jouet d'Oscar et son monstre reptilien jouet. De retour dans le présent, Gloria reconnaît que le comportement manipulateur d'Oscar découle de sa haine de soi de ne jamais rien valoir, le robot étant sa façon de se sentir important. Elle décide de quitter la ville avec Tim.
Gloria et Oscar font la course pour la cour de récréation. Elle arrive la première et tente de le combattre, mais il la neutralise et détruit une grande partie de Séoul, tuant de nombreuses personnes. Il dit que Gloria est libre de partir si elle le souhaite, mais chaque matin qu'elle reste absente, il se promène dans la cour de récréation. Elle décide de partir et s'envole pour la Corée du Sud. Gloria s'excuse au téléphone auprès de Tim de ne pas être allée avec lui, mais insiste sur le fait qu'elle ne lui doit aucune explication car il avait mis fin à leur relation. À 8 h 05 aux États-Unis, Oscar met sa menace à exécution et fait se manifester le robot géant à Séoul. Gloria se rend là-bas, faisant apparaître son monstre sur le terrain de jeu à la maison. Son monstre attrape Oscar et le jette loin à l'horizon, faisant disparaître le robot, vraisemblablement pour de bon.
Gloria se retire dans un bar et demande au barman si elle aimerait entendre une histoire incroyable. Après s'être vu offrir un verre, Gloria soupire.

## Fiche technique

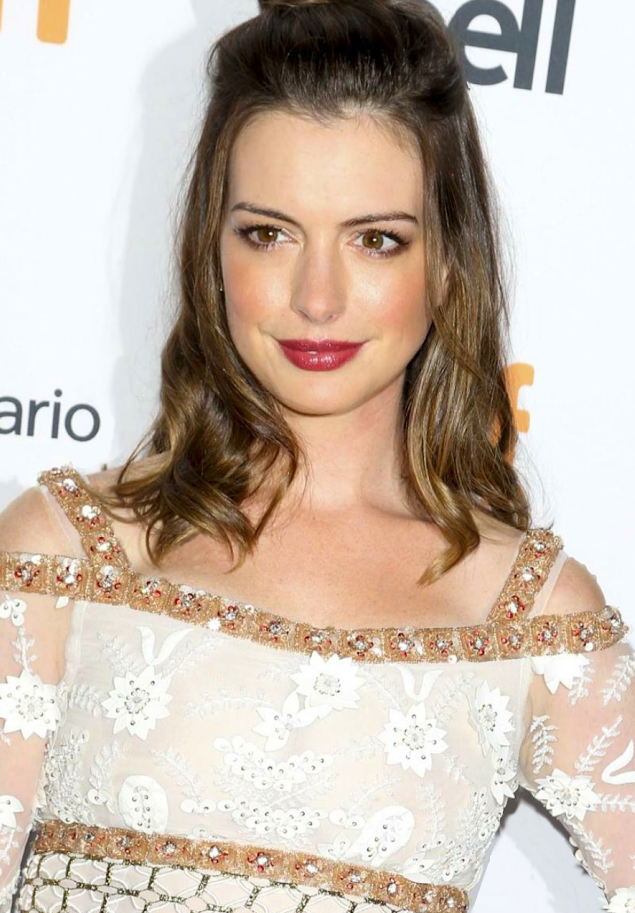
L'actrice Anne Hathaway au Toronto International Film Festival 2016, pour la présentation du film.

- Titre original et français : Colossal
- Réalisation et scénario : Nacho Vigalondo
- Direction artistique : Roger Fires
- Décors : Josh Plaw
- Costumes : Antoinette Messam
- Photographie : Eric Kress
- Montage : Ben Baudhuin et Luke Doolan
- Musique : Bear McCreary
- Production : Nicolas Chartier, Zev Foreman, Dominic Rustam, Nahikari Ipiña et Shawn Williamson
- Sociétés de production : Voltage Pictures, Brighlight Pictures et Sayyaka Producciones
- Sociétés de distribution : Neon
- Pays d’origine :  Canada,  Espagne,  États-Unis et  Corée du Sud
- Langue originale : anglais
- Format : couleur - rapport de forme : 2.39:1 - Super 16
- Genre : science-fiction, action et comédie noire
- Durée : 110 minutes
- Dates de sortie :
  - Canada : 9 septembre 2016 (Festival international du film de Toronto)
  - États-Unis : 7 avril 2017
  - Suisse : 1er juillet 2017 (Festival international du film fantastique de Neuchâtel 2017)
  - France : 10 août 2017 (e-Cinema)

## Distribution
- Anne Hathaway (VF : Caroline Victoria) : Gloria
- Jason Sudeikis (VF : Thierry Kazazian) : Oscar
- Dan Stevens (VF : Damien Ferrette) : Tim, l'ex de Gloria
- Austin Stowell (VF : Stanislas Forlani) : Joel
- Tim Blake Nelson (VF : Laurent Natrella) : Garth, l'ami d'Oscar
- Hannah Cheramy : Gloria enfant
- Nathan Ellison : Oscar enfant

## Sortie

### Accueil critique
En France, le site Allociné recense une moyenne des critiques presse de 4/5, et des critiques spectateurs à 3/5.